# Franco Neto
Franco José Vieira Neto (ur. 11 listopada 1966 w Fortalezie) – brazylijski siatkarz plażowy, dwukrotny zwycięzca cyklu World Tour w 1993 i w 1995 oraz uczestnik Igrzysk Olimpijskich w 1996 grając w parze z Roberto Lopesem. Franco zaczął grać w siatkówkę po krótkiej przygodzie w piłce nożnej. Po przeprowadzce nie było miejsca w drużynie piłkarskiej w jego szkole, więc zaczął grać w siatkówkę.